# Ceraclea alces
Ceraclea alces är en nattsländeart som först beskrevs av Ross 1941.  Ceraclea alces ingår i släktet Ceraclea och familjen långhornssländor. Inga underarter finns listade i Catalogue of Life.